# Libres para amar
Libres para Amar (producción de Ecuavisa, 1991) fue una telenovela ecuatoriana escrita por Proyectamos TV de Colombia, producida por Nubia Alvarado y dirigida por George Coello de 30 episodios aproximadamente.  
Protagonizada por Claudia González y Xavier Pimentel con las participación antagónica de Ana María Jordán y Fanny Moncayo. El tema principal de esta telenovela, le dio éxito al artista Patricio López.
A pesar de llevar el mismo nombre, esta telenovela no tiene nada que ver con la telenovela homónima de Televisa, protagonizada por Gloria Trevi y Gabriel Soto

## Elenco
- Claudia González - Laura Santana
- Xavier Pimentel - Sebastián
- Ana María Jordán
- Fanny Moncayo - Maruja
- Teodoro González - Alberto
- Cristina Rodas
- Héctor Olivo
- Bolivar Viteri
- Patricio López
- Marcela Barrie
- Wilson Salguero
- Jaime Bonelli
- Carmen Carreño
- Fanny Samudio
- Jesús María Arce
- Ana Lucía Castillo

## Sinopsis
Libres para Amar es el intenso drama romántico que se desarrolla en el hogar de los Santana, una familia adinerada para la cual trabaja Maruja (Fanny Moncayo), quien recibe en este hogar a su hijo Sebastián (Xavier Pimentel), luego de haber estado ausente por muchos años. Sebastián llega a la casa donde trabaja su madre, y se reencuentra con Laura Santana (Claudia González), a quien había conocido desde muy pequeño y quien está ahora comprometida a casarse. Sin embargo, es esta aparición en la vida de Laura lo que enciende luces en su corazón, y evolucionaría posteriormente en un tórrido e inolvidable idilio entre los dos protagonistas. No obstante, esta unión es vista por los ojos del padre de Laura, Alberto (Teodoro González), como un encuentro conflictivo e inaceptable de clases sociales, razón exacta de su oposición.
Una novela de amor sin miedos que refleja su espíritu en Sebastián y Laura, quienes le recordarán al mundo que el amor puro es perpetuamente joven, atemporal, y que no se concibe si no es libre.
Una historia apasionada, tierna, llena de ilusiones, desengaños, envidia y sueños enamorados. Una producción con elenco estelar de orgullo nacional, al estilo de Ecuavisa.